# Ибрагимова, Эльвира Винеровна
Эльви́ра Вине́ровна Ибраги́мова (род. 3 июня 1978, Уфа) — российская биатлонистка и лыжница. Серебряный и бронзовый призёр зимних Паралимпийских игр, многократная чемпионка мира. Заслуженный мастер спорта России по лыжным гонкам и биатлону среди спортсменов с нарушением зрения.

## Награды
- Мастер спорта России международного класса (2002).
- Заслуженный мастер спорта России (2007).
- Почетная грамота Республики Башкортастан (2002)[1].
- Орден Салавата Юлаева (25 апреля 2006 года)[1].